# 강화군 어민 집단 납북사건

## 1965년 강화군 어민 집단납북사건 발생 경위
1965년 10월 29일 오후 4시 15분쯤 강화군 함박도 근해 개펄에서 조개잡이를 하던 어부 232명이 북한군 20여명의 기습을 받아 그 중 97명이 납치(추후 109명으로 확인, 실종 1명)되고 135명은 무사히 탈출하였다. 이들은 대부분이 불음도, 주문도, 아차도, 교동도의 영세어민으로 5척의 어선을 나누어 타고 불음도에서 3마일 서북방이며 인천에서 180리 지점인 남방한계선까지 배를 타고 나가 바닷물이 빠진 후 함박도 북방 은점벌의 개펄에서 조개잡이를 하다가 물이 빠진 사이에 육로로 접근한 북한군에 의해 납북된 것으로 확인되었다.
함박도는 그 이후인 2000년대에도 관할이 남한인지 북한인지에 대한 논쟁이 있었으나 2019년 9월 20일자 동아일보 기사에 의하면 유엔군사령부는 함박도가 "NLL북쪽에 위치한 것이 맞다"며 북한관할이라는 결정을 내렸다고 기사화하였고 국방부가 20일 보도 자료를 내고 "유엔사 군사정전위원회가 정전협정상 NLL북쪽에 있다는 사실을 공식 확인했다"고 발표하였음을 기사화하였다.
결론적으로 1965년 10월의 강화군 어민 집단 납북사건은 우리 측 민간인들이 북한 측 영토인 함박도에 무단 침입하여 어로작업을 하던 중 함박도를 지키던 북한 측 군인들에 의해 강제 납북된 사건인 것이다.
그러나 1965년 당시의 상황을 살펴보면 함박도가 북한 땅이라는 개념은 많지 않았던 것으로 보인다. 다만 그 지역이 남과 북의 군사작전지역임은 인지하고 있었고 썰물이 되면 북한 측에서 갯벌을 통해 드나들 수는 있으나 사람이 살지 않는 무인도라는 정도의 인식이 있었던 듯하다.

## 어민들은 왜 북한 측 영토에 들어가 조개를 채취했을까?
그에 비해서 어민들의 삶은 너무도 팍팍하였다. 함박도 북쪽은 황해도 연백군 해성면 둑과 개펄로 이어지는 곳으로 군에서는 어로행위를 금지하고 있었다. 그러나 사람의 발길이 닿지 않는 곳일수록 어족자원은 풍부한 법이다. 당시의 신문 기사를 살펴보겠다.
“물이 썰면 함박도 북쪽은 황해도 연백군 해성면 둑과 개펄로 이어지는 곳으로 군 작전 지역이기 때문에 어로를 막고 있으나 일부 투기업자들은 월세 4만원에 6톤짜리 배를 빌어 생활에 쪼들린 어민들을 유혹한다. 간조의 6시간중 3시간쯤 조개를 주우면 10관정도. 선주에게 현지에서 관당 35원씩에 팔아야하고 선주는 이를 인천으로 운반 관당 1백 원을 받으니 이익은 3배다. 조(35)전무라고 자칭하는 선주는 사장 이사장까지 두고 이 조개잡이 투기업을 위해 가난한 어민들 가족, 심지어는 9살짜리 어린이까지 동원해간다. 지난여름에도 괴뢰군들이 조개 잡는 어민들에게 위협 발사한 사건이 몇 번 있어온 것으로 알려졌다. 주문도에만 경찰지서가 있고 다른 3개 섬에는 경찰관 2명이 파견근무하고 있는 실정이지만 군관계기관은 이보다 많이 주둔하고 있는 것으로 알려졌다. 이 어로 저지를 위해 군경이 의견을 달리해 온 적도 있어 지난 여름에는 조개잡이가 중단되었다가 또 시작된 것이라 한다.”
이 신문기사에서는 이렇게 많은 인원이 납북된 이유를 군경의 보호 없이 250여명의 어부가 몰려간 것이 첫 번째 원인이고, 악덕 선주들이 가난한 어부들을 유인하여 허가가 나지 않았음에도 허위허가증을 주민들에게 보여주며 유혹한 점을 두 번째 이유로 들었고, 배의 선적이 인천인데도 출항보고나 사전 승인 등 예방조처가 취해지지 않아 낙도의 어민들은 불법이라도 어로행위를 하면 된다는 관념에 사로잡히게 했다는 점을 세 번째 이유로 들었다.

## 이후의 석방 상황
이들 109명(실종 1명 별도)중 부상자 3명을 포함한 5명을 제외한 104명은 입북 23일만 인 1965년 11월 20일 오후 4시에 판문점을 통해 남한으로 송환되었다. 이들은 북한에 있으면서 낮에는 방적공장과 철공장 등을 구경하였고 밤에는 강좌를 통해 한국에 대한 악선전을 들었으며 숙소는 평양의 허름한 여관이었는데 삼엄한 감시를 받았다고 한다.
남아있던 5명중 부상자 3명은 12월 27일 판문점을 통해 송환되었으나 승리호 기관장을 포함한 2명은 끝내 돌아오지 못했다.

## 반공의 시대
1970년대는 반공의 시대였다. 동족상잔의 비극이라 불리는 한국전쟁이 있은 1950년으로부터 20여년이 경과하였을 뿐이었고, 남과 북은 각자 무수히 많은 공작이 오가는 상황이었다. 대형 간첩사건이 심심치 않게 터지던 시기이기도 하다. 이를 대변하기라도 하듯이 TV와 라디오에서는 반공드라마가 꾸준한 인기를 끌며 방송되기도 하였다. MBC에서는 ‘113수사본부’라는 드라마를 1973.10.13.부터 1983. 6.17.까지 약 10년을 방송하였고 TBC에서는 ‘대공수사극 추적’을 1975년부터 1980년까지 방송하였는데 TBC가 KBS에 통합된 후 KBS는 이 드라마를 1983년까지 방영하였다. TV뿐만 아니라 동아방송 라디오에서는 ‘특별수사본부’라는 프로를 1970.10. 5.부터 일일드라마로 1979. 6.29.까지 방영하였다. 이 라디오방송을 토대로 하여 ‘특별수사본부’라는 반공영화가 만들어져 총7편이 대중을 만났다.
매일같이 라디오에서 반공드라마가 방송되며 우리의 옆에 간첩들이 암약하고 있다고 공포의식을 주입하고 매주 공중파 방송인 MBC와 TBC에서는 간첩드라마를 내보내는 상황에서 국민들은 간첩에 대한 경각심을 느꼈겠지만 간첩을 잡는 일선 수사부서와 중앙정보부는 전혀 다른 위기감을 느꼈을 것이다. 대형 간첩사건이 있었지만 이는 수년간의 수사로 밝혀지는 것이었기에 국민들이 느꼈을 주변 간첩에 대한 공포를 해소하지는 못했을 것이다. 아마 이런 이유로 수사당국은 간첩사건을 조작하였을 것이다.
1970년대는 반공의 시대이면서 간첩조작의 시대였다. 우리가 익히 알고 있는 대부분의 간첩단 사건은 안기부의 전신인 중앙정보부와 검찰에 의해 조작되었고 이것이 정권안정에 크게 기여하였기에 제재를 받지 않았다. 또한 언론은 정권의 충실한 충복이었기에 사실관계를 확인도 없이 발표하였다.
일부 간첩사건의 경우에는 언론에 기사화되지 못한 경우도 있었는데 이는 아마도 국민들에 대한 대공 경각심 강화의 차원에서 조작된 것이 아니고 일부 수사관들의 개인 영전을 위한 도구로 사용되었기 때문일 것이다. 사실 간첩사건에 의심의 시선을 둔다는 것은 그 무엇보다도 큰 금기였으리라.

## 강화군(미법도) 간첩사건의 시작점
1965년 강화군 어민들의 집단 납북사건은 이렇게 마감되는 듯 했다. 그러나 이로부터 10여년이 경과한 1977년부터 경찰과 검찰 그리고 안기부는 간첩사건을 하나씩 만들어가기 시작한다.
일명 미법도 납북어부 간첩사건으로 알려진 사건으로 총 5번의 집단검거와 조작이 이루어진다.

강화군(미법도) 납북어부 간첩 조작사건으로 이어진다.